# 썸원 투 워치 오버 미 (드라마)
《썸원 투 워치 오버 미》(영어: Someone to Watch Over Me)는 2016년 방영된 필리핀의 드라마이다.